# 130P/Макнота — Хьюза
Комета Макнота — Хьюза (130P/McNaught-Hughes) — короткопериодическая комета из семейства Юпитера, которая была обнаружена 30 сентября 1991 года американским и австралийским астрономами Робертом Макнотом и Shaun M. Hughes (англ.) в обсерватории Сайдинг-Спринг. Она была описана как диффузный объект 16,5 m звёздной величины с сильной центральной конденсацией и небольшим хвостом, простирающимся на 2 ' угловых минуты. Комета обладает довольно коротким периодом обращения вокруг Солнца — чуть более 6,65 лет.

Орбита кометы Макнота — Хьюза и её положение в Солнечной системе

К 5 октября Дэниэл Э. Грин рассчитал первую эллиптическую орбиту кометы. После всех уточнений оказалось, что комета должна была пройти перигелий 16 июня 1991 года на расстоянии 2,125 а. е. от Солнца и имела период обращения 6,7 года. Это позволило астрономам предсказать, что следующее возвращение в перигелий произойдёт 23 февраля 1998 года. Комета была восстановлена, почти за год до этого, — 16 апреля 1997 года американским астрономом Джеймсом Скотти с помощью 0,91-метровом телескопа обсерватории Китт-Пик в виде звёздоподобного объекта магнитудой 20,6 m. Независимо от него, 29 апреля комету также обнаружил японский астроном Акимаса Накамура с помощью 0,60-метрового телескопа Ричи Кретьена с магнитудой 20,3 m. Текущие позиции кометы указывали, что прогноз требовал корректировки всего на +0,02 суток. К концу 1998 года комета достигла максимальной магнитуды 18,0 m, после чего начала поступенно угасать.

## Сближения с планетами
В течение XX и XXI веков комета трижды подойдёт к Юпитеру на расстояние менее 1 а. е.
- 0,35 а. е. от Юпитера 15 сентября 1907 года;
- 0,59 а. е. от Юпитера 10 января 2015 года;
- 0,91 а. е. от Юпитера 17 июня 2086 года.